# A.C. Isola Liri
Associazione Calcio Isola Liri là một câu lạc bộ bóng đá Ý đến từ Isola del Liri, Lazio.

## Lịch sử
Câu lạc bộ được thành lập vào năm 1925.

### Lega Pro Seconda Divisione
Vào ngày 30 tháng 3 năm 2008, Isola Liri đã chiến thắng Vòng G của Serie D, do đó được thăng hạng lên Lega Pro Seconda Divisione và đảm bảo lần đầu tiên lịch sử vào bóng đá chuyên nghiệp trong mùa giải 2008-09.
Trong mùa 2011-12, đội đã bị rớt hạng từ Lega Pro Seconda Divisione B xuống Serie D.

## Màu sắc và huy hiệu
Màu sắc của đội là trắng và đỏ.

## Sân vận động
Câu lạc bộ chơi các trận đấu trên sân nhà của mình tại Stadio Conte Arduino Mangoni.